# Komuna e Bujanit
Komuna e Bujanit är en kommun i Albanien.   Den ligger i prefekturen Qarku i Kukësit, i den norra delen av landet, 110 km norr om huvudstaden Tirana.
Trakten runt Komuna e Bujanit består till största delen av jordbruksmark.  Runt Komuna e Bujanit är det ganska glesbefolkat, med 26 invånare per kvadratkilometer.